# Jean-Michel Dalgabio
Jean-Michel Dalgabio, né le 15 septembre 1788 à Riva Valdobbia (Piémont, Italie) et mort à Oullins le 31 décembre 1852 , est un architecte italien naturalisé français.

## Biographie
Dalgabio étudie l’architecture auprès de son oncle maternel Pierre-Antoine Dalgabio à Saint-Étienne, puis suit les cours de Delespine à l'école des beaux-arts de Paris, et termine sa formation à l'académie des beaux-arts de Brera à Milan. Il est nommé architecte de la ville de Saint-Étienne, remplaçant son oncle, et devient membre du jury des concours de l'École des beaux-arts de Lyon entre 1848 et 1849.

## Réalisations
Dalgabio réalise les travaux d'architecture suivants :
- Condition des soies de Saint-Étienne ;
- Palais de Justice de Saint-Étienne ;
- caserne de gendarmerie de Saint-Étienne ;
- hôtel de ville de Saint-Étienne ;
- monument à la mémoire des victimes de la première Révolution de 1824 à Feurs ;
- usine à gaz de Saint-Étienne ;
- pont suspendu de la Loire à Balbigny (détruit en 1940).

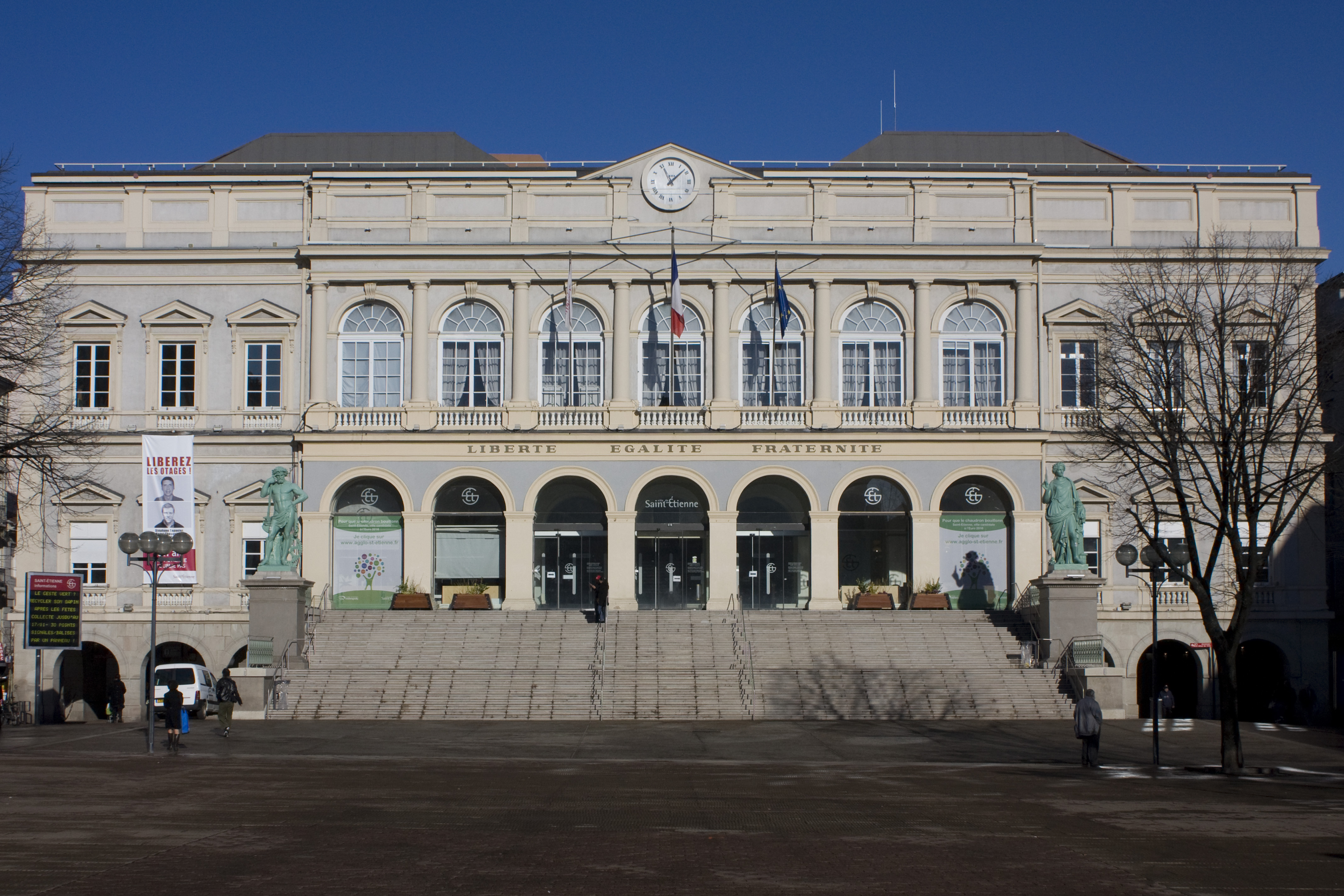
Hôtel de ville de Saint-Étienne.
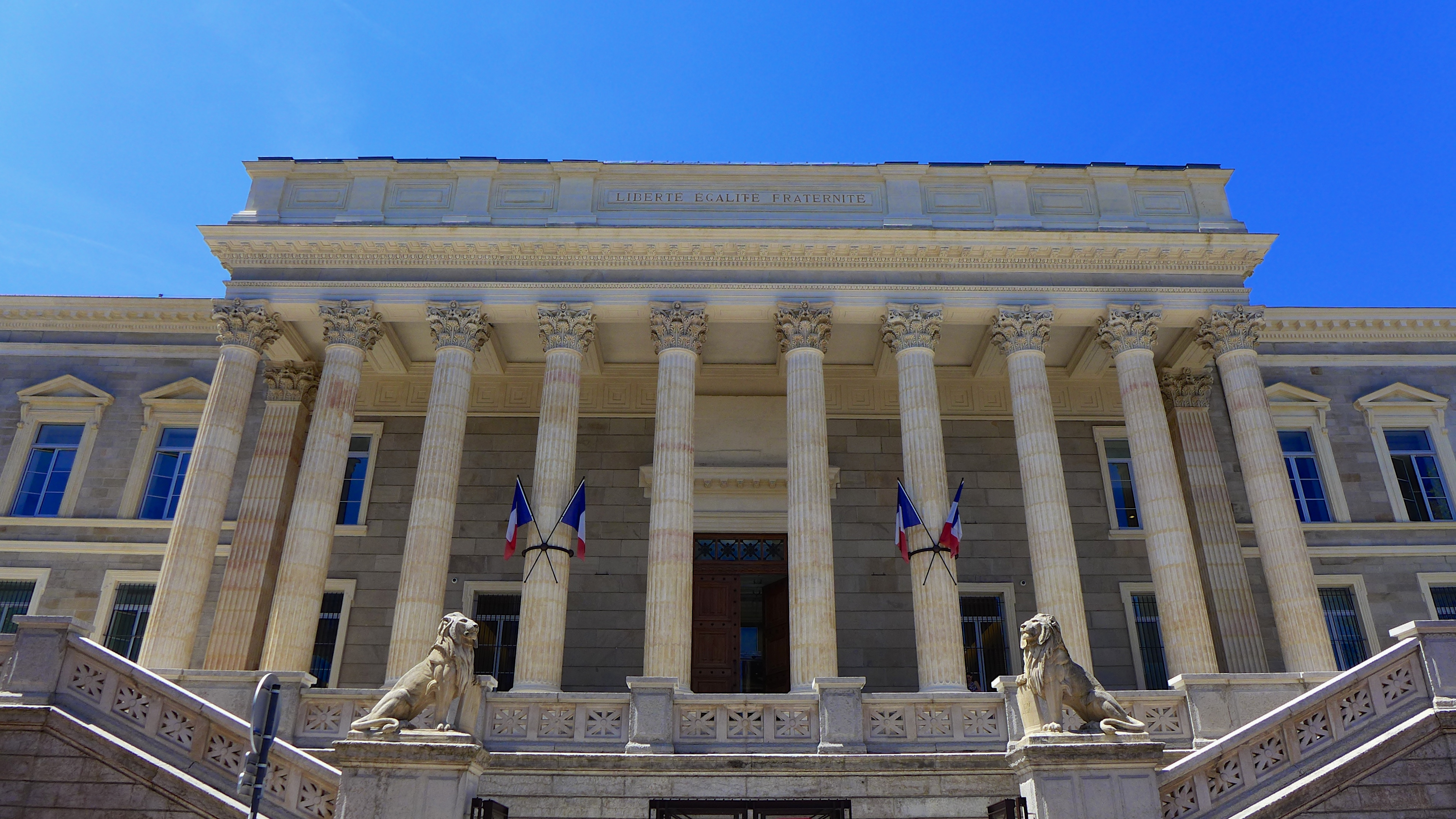
Palais de Justice de Saint-Étienne.
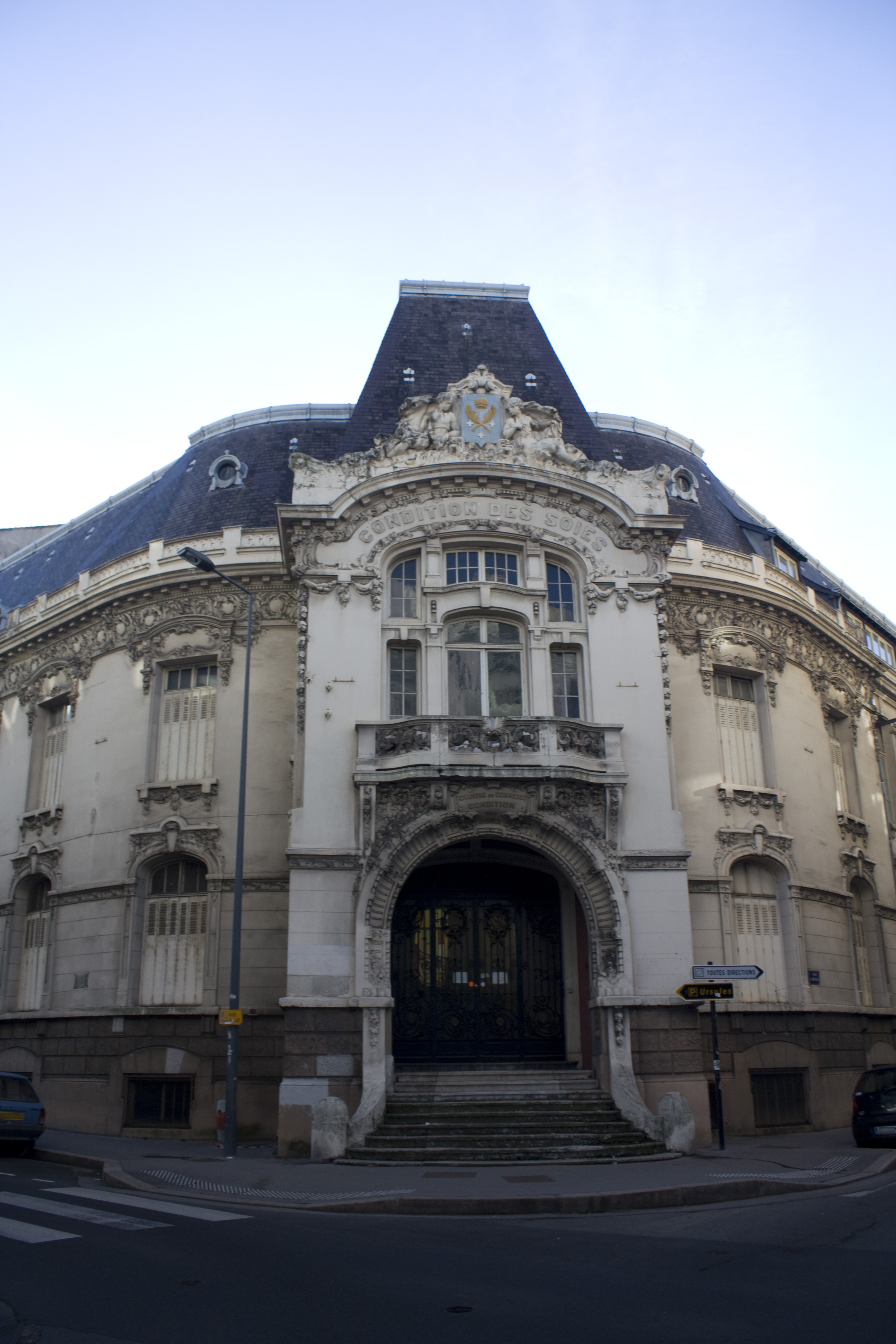
La Condition des Soies de Saint-Étienne.

## Distinction
Dalgabio fait partie des fondateurs de la société académique d'architecture de Lyon.